# Ризаев, Жасур Алимджанович
Ризаев Джасур Алимджанович (узб. Rizayev Jasur Alimdjanovich; род. 27 июня 1974, Ташкент) — доктор медицинских наук, профессор, ректор Самаркандского государственного медицинского университета.

## Биография
Родился 27 июня 1974 года в городе Ташкенте в семье трудящихся.
В 1991 году окончил с Золотой медалью среднюю школу № 254 Шайхонтохурского района города Ташкента. В 1996 году окончил Первый Ташкентский Государственный медицинский институт. С 1996 года работал врачом интерном в поликлинике и на кафедре ортопедической стоматологии Первого Ташкентского Государственного медицинского института. С 1998 года работал старшим лаборантом на кафедре терапевтической стоматологии Первого Ташкентского медицинского института, а 2000 по 2007 ассистентом. С 2005 по 2007 был председателем студенческого профсоюза Ташкентской медицинской академии. В 2006 году защитил кандидатскую диссертацию на тему «Клинико-функциональные показатели течения пародонтита и особенности лечения». С 2007 годы работал на кафедре «Терапевтической стоматологии» доцентом кафедры.
В 2007 году, был назначен на должность заместителя главного врача 3-й клиники Ташкентской Медицинской Академии, в 2009 году руководителем Учтепинского медицинского объединения города Ташкента, в 2011 году был назначен главным врачом 3-й клиники Ташкентской Медицинской Академии. В 2015 году защитил докторскую диссертацию на тему «Разработка концепций и программы профилактики заболеваний пародонта у населения Узбекистана на основе комплексных социально-гигиенических исследований» С 26 августа 2016 года по 2020 года работал на должности ректора.
В 2020 году постановлением правительства Узбекистана назначен ректором Самаркандского государственного медицинского института.
Член Американской ассоциации стоматологов, европейской ассоциации кариесологии, стоматологической ассоциации государств СНГ.
Женат, имеет двоих детей.

## Почетные звания
- Почетный профессор Бухарского государственного медицинского института (РУз) – 2019 г.
- Почетный профессор Северо-Западного государственного медицинского университета имени И.И. Мечникова (СЗГМУ им. И.И. Мечникова, РФ) – 2021 г.
- Почетный профессор Казахского национального медицинского университета имени С.Д. Асфендиярова (КазНМУ имени С.Д. Асфендиярова, РК) – 2021 г.
- Почетный профессор Московского областного научно-исследовательского института имени М.Ф. Владимирского (ГБУЗ МО МОНИКИ им. М.Ф. Владимирского, РФ) – 2023 г.
- Почетный профессор Ижевской государственной медицинской академии (РФ) – 2023 г.
- Почетный профессор Воронежского государственного медицинского университета имени Н.Н. Бурденко (РФ) — 2024 г.
- Почетного доктора Белорусского государственного медицинского университета (Белоруссия) — 2024 г.
- Почетный профессор Синьцзянского медицинского университета (Китай) — 2024 г.
- Почетный профессор Пермского государственного медицинского университета им. академика Е. А. Вагнера (РФ) — 2024 г.

## Научные звания
Действительный член (академик) Международной академии наук экологии, безопасности человека и природы (МАНЭБ) (РФ) – 2022 год.

## Медали и награды
- Значок «Отличник здравоохранения»  Присвоен в соответствии с приказом Министерства здравоохранения Республики Узбекистан №455 от 6 ноября 2013 года.
- Значок «20-летие Независимости»  Награда в честь юбилея независимости Республики Узбекистан.
- Значок «25-летие Независимости»  Присвоен в ознаменование 25-летия независимости Республики Узбекистан.
- Медаль имени профессора М.Г. Привеса «За значительный вклад в развитие стоматологии»

Первый Санкт-Петербургский государственный медицинский университет имени академика И.П. Павлова (РФ), 2021 год.
- Медаль «Uzbekistan – the U.S. 30 years of friendship» Посольство Узбекистана в Соединенных Штатах Америки (США), 2022 год.
- Официальная ежегодная медаль 6-го года понтификата Папы Франциска  Администрация имущества Святейшего Престола и Государства Града Ватикан, 2018 год.
- Нагрудный знак «Заслуженный стоматолог РУз»  Ассоциация стоматологов Узбекистана (РУз), 2021 год.
- Нагрудный знак «Бухарский государственный медицинский институт имени Абу Али ибн Сино»  Бухарский государственный медицинский институт (РУз), 2019 год.
- Юбилейная медаль «40 лет ЮГМА»  Южно-Казахстанская медицинская академия (РК), 2019 год.
- Медаль «250 лет университету Земмельвайса» Университет Земмельвайса (Венгрия), 2019 год.
- Медаль «Признание достойного вклада в развитие стоматологии во всем мире»  The Academy of Dentistry International (Сан-Антонио, США).